# (13000) 1981 QK3
(13000) 1981 QK3 là một tiểu hành tinh vành đai chính. Nó được phát hiện bởi Henri Debehogne ở Đài thiên văn La Silla ở Chile ngày 25 tháng 8 năm 1981.